# Kronenmaki

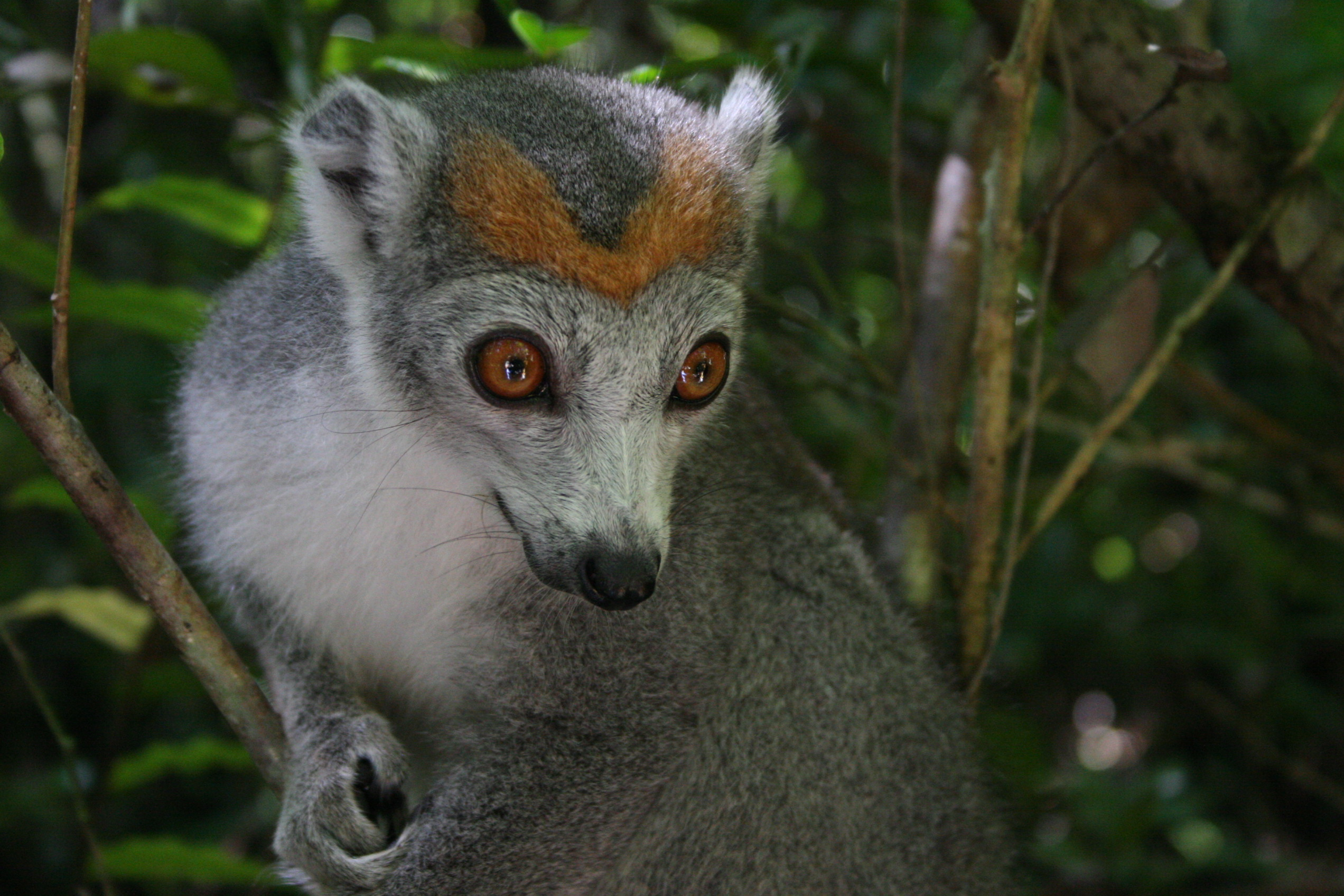
Weibchen

Der Kronenmaki (Eulemur coronatus) ist eine Primatenart aus der Familie der Gewöhnlichen Makis (Lemuridae) innerhalb der Lemuren (Lemuriformes).

## Merkmale
Kronenmakis zählen zu den kleineren Vertretern der Gewöhnlichen Makis. Sie erreichen eine Kopfrumpflänge von 34 bis 36 Zentimetern, der Schwanz ist mit 41 bis 49 Zentimetern deutlich länger. Das Gewicht beträgt 1,5 bis 1,8 Kilogramm. Die Geschlechter unterscheiden sich in der Fellfärbung. Die Männchen sind an der Oberseite graubraun und am Bauch weißgrau gefärbt. Der lange, buschige Schwanz ist etwas länger als der Rumpf. Das Gesicht ist hellgrau, die Spitze der lang gestreckten Schnauze schwarz. Kennzeichnend ist das orangefarbene V-förmige Muster am Kopf, das die schwarz gefärbte Oberseite des Kopfes umrahmt. Auch die Backen sind mit orangen, buschigen Haaren versehen. Die Weibchen sind etwas unauffälliger gefärbt: Ihr Fell ist am Rücken grau und am Bauch weißgrau. Die von der V-förmigen Zeichnung umrahmte Oberseite des Kopfes ist grau und nicht schwarz, auch fehlen die orangen Backenhaare.

## Verbreitung und Lebensweise

Verbreitungsgebiet des Kronenmaki

Kronenmakis sind an der Nordspitze der Insel Madagaskar beheimatet. Als Lebensraum bevorzugen sie trockene und halbtrockene Laubwälder, sie kommen aber auch in feuchteren Waldformen vor.
Sie sind kathemeral, das heißt, sie haben keinen ausgeprägten Tag-Nacht-Rhythmus und können sowohl am Tag als auch in der Nacht aktiv sein. Sie leben in Gruppen von meist 5 bis 6 Tieren (manchmal auch bis zu 15) Tieren, die sich bei der Nahrungssuche in Untergruppen mit 2 bis 4 Tieren aufteilen, dabei halten sie mit Grunzlauten Kontakt. Eine Gruppe bewohnt ein Revier von 10 bis 15 Hektar, das sich mit den Revieren anderer Gruppen großflächig überlappt.
Bei der Kommunikation spielt der Geruchssinn eine wichtige Rolle, daneben kommunizieren sie mit Körperhaltungen (wie dem Herausstrecken der Zunge als Begrüßung) und Laute.
Bei der Nahrungssuche halten sie sich eher in den unteren Baumschichten auf, wodurch sie Nahrungskonkurrenz mit dem sympatrischen Sanford-Maki (Eulemur sanfordi) vermeiden. Vorrangig nehmen sie Früchte zu sich, in der Trockenzeit auch junge Blätter und Insekten, in der Regenzeit hingegen verschiedenes pflanzliches Material.

## Fortpflanzung
Die Paarung erfolgt im Mai oder Juni, nach einer rund 125-tägigen Tragzeit bringt das Weibchen im September oder Oktober ein bis zwei Junge zur Welt. Nach rund fünf Monaten wird das Junge entwöhnt und mit rund 20 Monaten geschlechtsreif.

## Gefährdung
Hauptbedrohung für den Kronenmaki ist die Zerstörung seines Lebensraums durch Brandrodungen, Holzkohleerzeugung und Bergbau. Sein Verbreitungsgebiet umfasst weniger als 20.000 km², ist stark zersplittert und im Rückgang begriffen. In der Roten Liste der IUCN wird die Art als „stark gefährdet“ (Endangered) geführt.
Die einzigen deutschen Zoos, in denen Kronenmakis gehalten werden, sind Leipzig, Dresden, Rheine, Nürnberg und Erfurt. In Europa sind Kronenmakis noch in Frankreich, den Niederlanden, Tschechien und Großbritannien zu sehen.